# Colotois pallida
Colotois pallida är en fjärilsart som beskrevs av Barend J. Lempke 1970. Colotois pallida ingår i släktet Colotois och familjen mätare. Inga underarter finns listade i Catalogue of Life.